# Typhloscolecidae
Typhloscolecidae zijn een familie van borstelwormen (Polychaeta) uit de orde van de Phyllodocida.

## Geslachten
De volgende geslachten zijn bij de familie ingedeeld:
- Acicularia Langerhans, 1877
- Nuchubranchia Treadwell, 1928
- Plotobia
- Sagitella Wagner, 1872
- Travisiopsis Levinsen, 1885
- Typhloscolex Busch, 1851